# Рјоко Уно
Рјоко Уно (јап. 宇野 涼子; 9. новембар 1975) бивша је јапанска фудбалерка.

## Репрезентација
За репрезентацију Јапана дебитовала је 1991. године. Са репрезентацијом Јапана наступала је на Светском првенству (1995). За тај тим одиграла је 6 утакмица.

## Статистика
| Јапан  | Јапан | Јапан |
| Год.   | Ута.  | Гол.  |
| ------ | ----- | ----- |
| 1991   | 1     | 0     |
| 1992   | 0     | 0     |
| 1993   | 4     | 0     |
| 1994   | 0     | 0     |
| 1995   | 0     | 0     |
| 1996   | 1     | 0     |
| Укупно | 6     | 0     |